# 시전초등학교
시전초등학교는 대한민국 전라남도 여수시 신기동에 있는 공립 초등학교이다.

## 학교 연혁
- 1995년 10월 2일 여천동국민학교 개교(20학급 804명)
- 1996년 3월 1일 여천동초등학교로 개칭
- 2000년 3월 1일 현재 교명으로 개칭
- 2008년 3월 1일 병설유치원 개원(2학급)
- 2018년 2월 9일 제22회 졸업식 남32명, 여 27명 계 59명(총계 3,288명)
- 2018년 3월 1일 제10대 신경욱 교장 부임
- 2018년 3월 1일 13학급 편성(특수학급 포함), 병설유치원 2학급
- 2021년 3월1일 제 11대 나제곤 교장 부임
- 현재 웅천에 있는 학생들이 넘어오면서 반이 3개가 생길수도 있다(2022년기준)
- 4학년~6학년은 현재 교실에서 다른교실로 이동 된다고 한다.
- 현재 있는반은 12개에 학급과 학급회의실,회의실,교무실,교감실,교장실등과 아이들을 위한 도움반(특수 도움반)2개와 돌봄반 2개에 반이있다(그외에 방과후등이 있음)

## 학교 상징
- 우리 학교 꽃 - 개나리 : 추위를 이겨내고 찬란히 방방곡곡에 피어나 어린이들에게 희망을 줌
- 우리 학교 나무 - 소나무 : 늘 푸르러 변하지 않은 기상과 의지를 상징
- 우리 학교 색 - 파란색 : 하늘처럼 높고 바다처럼 너른 무한한 이상을 갖게 함

## 참고 자료
- 시전초등학교 - 한국교육학술정보원 학교알리미